# Ваче I
Ваче I (арм. Վաչէ Ա — род. неизвестно — 313) — царь Кавказской Албании в 336—350 годах (по другим данным 300 — 336).

## Биография
Происходил из династии  Аршакидов. Сын Вачагана I, царя Кавказской Албании. После смерти последнего в 301 году становится новым правителем. Маневрировал между Римской империей и Сасанидской Персией. 
Точная дата его смерти неизвестна, произошло это между 309 и 313 годами. Его власть унаследовал сын Урнайр.